# جون ريتسون
جون ريتسون (بالإنجليزية: John Ritson)‏ هو لاعب كرة قدم بريطاني، ولد في 6 سبتمبر 1949 في ليفربول في المملكة المتحدة. لعب مع بولتون واندررز ونادي بوري ونادي ساوثبورت.